# Aquel cine argentino (Treinta años sonoros) (1933-1963)
 Aquel cine argentino (Treinta años sonoros) (1933-1963)  es una película documental de montaje de Argentina en blanco y negro dirigida por Guillermo Fernández Jurado con la colaboración de César Maranghello con textos de Mariano Calistro  que se realizó en 1984 y no fue estrenada comercialmente.
La selección de imágenes corrió a cargo de Rodolfo Corral y la de música, de Carlos Andrés. 

## Sinopsis
Una recorrida por el cine argentino de ese período.

## Reparto
- Enrique Conlazo … (voz)
- Mecha Ortiz…Ella misma

## Comentarios
Jorge Abel Martín en Cine Argentino 84’ escribió:

«La falta de una estructura rigurosa y la superficialidad en la concepción hizo que el film se convirtiera en una sucesión de nombres y títulos que saltaron desde lo más remoto a lo más cercano sin una síntesis ni de los esplendores vividos.»

Fernando Brenner en Humor escribió:

«Desde las primeras imágenes nos atrapa con la fuerza 	que tiene todo lo auténtico y nos introduce delicada pero decididamente en un mundo poblado de recuerdos y fantasmas…Este film viene a cumplir con una necesidad impostergable.»

Claudio España en La Nación opinó:

«Las glorias del viejo cine argentino en elocuente y feliz cabalgata.»

Manrupe y Portela escriben:

«Documental de montaje, parcial y desordenado, que habla a los gritos del estado deplorable de las copias de las películas argentinas y de la falta de una política de conservación. De interés para quien quiera introducirse en el tema.»